# Glokalisering
Glokalisering (eng. glocalization) term först introducerad i slutet på 1980-talet i en artikel i Harvard Business Review. I ekonomiska och sociologiska sammanhang betecknar kombinationen, samvaron, av globalisering och lokalkulturella yttringar i en produkt eller artefakt.
Ett exempel är det globaliserade McDonald's anpassning av sin meny till lokala förhållanden eller McDonald's byte av Ronald McDonald-figuren mot serietidningshjälten Asterix.